# Вітаутас В. Ландсбергіс
Вітаутас Васильович Ландсбергіс (нар. 25 травня 1962, Вільнюс) — литовський поет, публіцист, режисер театру і кіно, дитячий письменник, син політика Вітаутаса Ландсбергіса.

## Біографія
Навчався у Вільнюській середній школі Антанаса Вієнуоліса. Навчався на філологічному факультеті Вільнюського університету, закінчив литовську філологію. Він вивчав кінорежисуру в Тбіліському театральному інституті, в архіві фільмів Йонаса Мекоса в Нью-Йорку. У 1996 році В. В. Ландсбергіс вивчав театральну режисуру на курсах молодих європейських театральних режисерів у Лідсі, Англія.

## Фільмографія
- «В гостях у Вітовта Кашуби» (1992),
- «Балада про Дауманта» (1995),
- «Повілас Печюлайтіс-Лакштингала» (1995),
- «Президент надії» (1996, Болонський (приз глядацьких симпатій) кінофестивалі; 1997),
- «Епітафія на могилі поета» (1998),
- «Про одкровення» (1998),
- «Офіцерський роман» (1999; обраний телеглядачами найкращим музичним відеофільмом року)
- «Антологія Джона Мекоса» (2000),
- «Вільям Орвід» (2001),
- «Шаман Швендубре» (2001),
- «З нізвідки в нікуди» (2002),
- «Йонукас і Гритуте» (2002),
- «Вся правда про мого батька» (2003),
- «Нью-Йорк — моя собака» (2004),
- «Вердене» (2004),
- «Нині і в годину смерті нашої» (2004),
- «Одкровення Джону» (2004),
- «З гіркого дому» (2005),
- «Луї» (2007),
- «Коли я був партизаном» (2008, отримав нагороду за найкраще оповідання на кінофестивалі «Блакитний листопад» (Best story, США, 2008), *"З даху світу" (2010),
- Партизанська дружина (2011).
- Портрет яструба (2020).
- Старий біля моря (2022).

Створені фільми брали участь у кінофестивалях у Борнгольмі (Данія), Лейпцигу (Німеччина), Парижі (Франція), Лондоні (Великобританія), Ризі (Латвія), Зліні (Чехія).

## Книги
- «Розповіді про дім» (вірші, 1992),
- «Оповідання Рудносюка» (обрано найкращою книжкою року для дітей, 1994),
- «Казки-непасакос» (вірші для дітей, 1995),
- «Яблуневі казки» (казки для дітей, 1999),
- «Тільки мрійник» (вірші, 2000),
- «Ангельські казки» (казки для дітей, 2003),
- «Любов коня Доміника» (казки для дітей, обрано найкращою дитячою книгою того року; 2004),
- «Пісні божевільних» (вірші, 2004),
- «Мишка Зіта» (казки для дітей, 2005),
- «Рибка» (казка, 2005),
- «Хлопчик і чайки» (оповідання, 2005),
- «Казки про лінивців» (казки для дітей, 2006),
- «Юльчині сни» (казки для дітей, 2006),
- «Яйцеві казки» (вірші для дітей, 2006),
- «Брідіс Євгеній» (казки для дітей, 2007),
- «Shisbeitas» (книга есеїв, 2007),
- «Хмари, як люди» (зб. віршів, 2007),
- «Мандрівка коня Домініка до зірок» (казки, 2007),
- «Френсіс Харе» (казки, 2007),
- «Гедимін і чотири діди» (казки, 2007),
- «Казки про яблука і груші» (казки, 4-е доповнене видання, 2008 р.),
- «Як мишка Зіта світ врятувала» (казки, 2009),
- «Жаба в бункері» (2010),
- «Чарівний самоцвіт Домінікаса» (казки для дітей, обрано найкращою дитячою книгою 2011 року),
- «Звичайно Френсіс Харе» (казки, 2012).

## Спектаклі
- «Комуністична ностальгія» (разом з Л. Якимавічюсом, театр Шепа, 1992),
- «Подорож на край світу» (Театр ляльок, 1993),
- «З привидів життя» (спільно з С. Парульскісом, Шяуляйський драматичний театр, вистава нагороджена двома «Христофорами», 1995),
- «Казка про Різдвяну бабусю» (театр Кейстуоліу, 2001),
- «Daktaras ir Mangaryta» (Шяуляйський драматичний театр, вистава нагороджена спеціальною премією КМ за найкращу литовську драматургічну постановку року, 2002),
- «Інтимна сповідь» (за І. Бергманом, Шяуляйський драматичний театр, 2003),
- «Романс Лелії» (спільно з А. Алішаускасом за романом Бориса Віянса, Шяуляйський драматичний театр, 2004),
- «Pelytė Zita» (Keistuoli teatras, 2005) була визнана найкращою п'єсою для дітей на національному фестивалі драматургії «Versmė» (2006),
- «Віліс» (про В. Орвідаса, Театр ляльок, 2005),
- «Кяуляганис» (Каунаський драматичний театр, 2005),
- «Eglė Žalčių karalienė» (Клайпедський драматичний театр, 2006)
- «Бункеріс» (Національний драматичний театр, 2008) переміг у номінації «Найкраща режисура» на Балтійському театральному фестивалі,
- «Брідіс Євгеніюс» (театр «Доміно», 2008),
- «Я йшов на станцію» (театри Keistuolių, 2009),
- «Ангельські казки» (Театр молоді, 2010)
- «Прийшов, побачив, не зміг» (Щасливі люди, 2011).

## Нагороди
- Дитяча літературна премія Міністерства освіти Литовської Республіки за заслуги перед дитячою літературою останніх років (2006),
- «За заслуги перед Литвою» — Лицарський хрест (2007).
- Його визнали кращим режисером на Балтійському театральному фестивалі в Паневежисі. (2007).
- За книгу віршів «Хмари, як люди» (2008) відзначений літературної премії імені Й. Айстіса.
- Лауреат Премії Уряду Литовської Республіки в галузі культури і мистецтва (2009).